# Anàlisi PESTEL
L'anàlisi PEST (Anàlisi de factors Polítics, Econòmics, Socials i Tecnològics) descriu el marc dels factors macroambientals d'una empresa, utilitzat en l'exploració de factors com un component de la gestió estratègica. Alguns analistes afegeixen el factor legal i reordenen l'acrònim a SLEPT; si s'afegeix el factor ecològic s'expandeix a PESTEL o PESTLE, molt reconegut a Anglaterra.
El model s'ha fet estès encara més recentment a STEEPLE y STEEPLED, ja que s'hi han afegit factors ètics i demogràfics. És una part important de l'anàlisi externa en portar a terme una anàlisi estratègica o una investigació de mercat, ja que ofereix una visió general dels diferents factors macroambientals que l'empresa ha de tenir en compte. És una eina estratègica útil per entendre el creixement o decreixement del mercat, la posició del negoci, el potencial i la direcció de les operacions. La importància del creixement dels factors ecològics o ambientals en la primera dècada del segle xxi, ha donat lloc a la creació de negocis verds i va donar lloc a l'ús generalitzat d'una versió actualitzada del marc PEST. L'anàlisi STEER considera sistemàticament factors socioculturals, tecnològics, econòmics, ecològics i reglamentaris.

## Composició
L'anàlisi PEST bàsica inclou quatre factors:
- Els factors Polítics fan referència al grau d'intervenció del govern en l'economia. Específicament, els factors polítics inclouen àrees com polítiques d'impostos, lleis laborals, lleis ambientals, restriccions comercials, tarifes i estabilitat política. Els factors polítics també poden incloure béns i serveis que el govern vol proveis o necessita que li siguin proveïts (béns d'interès) i els que el govern no vol que li proveeixin (béns demeritats). A més el govern té una gran influència en la salut, l'educació i la infrastructura de la nació.
- Els factors Econòmics inclouen el creixement econòmic, taxes d'interès, tipus de canvi i les taxes d'inflació. Aquests factors tenen gran impacte sobre les operacions de les empreses i la presa de decisions. Per exemple, les taxes d'interès afecten el cost de capital de les empreses i, per tant, aquest afecta en la mesura que una empresa creix i s'expandeix. Els tipus de canvi afecten el cost d'exportació de béns, l'oferta i el preu de les mercaderies importades en una economia.
- Els factors Socials inclouen els aspectes culturals, la consciència de la salut, taxa de creixement de la població, distribució d'edats, nivell d'educació i un èmfasi en la seguretat. Les tendències en els factors socials afecten la demanda de productes d'una companyia i com aquesta companyia opera. Per exemple, l'envelliment de la població pot comportar una força de feina menor (incrementant el cost de ma d'obra). A més, les empreses haurien de canviar diverses estratègies de gestió per adaptar-se a aquestes tendències socials (reclutament de persones grans):
- Els factors Tecnològics inclouen aspectes com activitats d'investigació i desenvolupament, automatització de tasques, incentius tecnològics i el ritme dels canvis tecnològics. Poden determinar les barreres d'entrada, el nivell mínim de producció eficient i la influència de l'externalització de decisions. A més, els canvis tecnològics poden afectar els costos, la qualitat i donar lloc a la innovació.

Si s'expandeix l'anàlisi a PESTLE o PESTEL :
- Els factors Legals inclouen les lleis contra la discriminació, lleis per al consumidor, llei antimonopoli, lleis de la salut i protecció. Aquests factors poden afectar com opera una empresa, els seus costos i la demanda dels seus productes o serveis.
- Els factors Ambientals inclouen aspectes ecològics i del medi ambient. Per exemple, els canvis que afecten el clima tenen impacte, especialment, en indústries com el turisme, la farmacèutica i companyies d'assegurances. A més, la preocupació creixent sobre les conseqüències del canvi climàtic afectten les operacions de les empreses i els productes que ofereixen on ambdós han provocat la creació de nous mercats i, així mateix, la disminució o desaparició dels que ja existien.

Uns altres factors per a les noves tendències són:
- Els factors Demogràfics inclouen aspectse com el gènere, l'edat, l'ètnia, el coneixement d'idiomes, les discapacitats, la mobilitat, la propietat d'habitatge, la situació laboral, les creences o pràctiques religioses, la cultura i la tradició, els nivell de vida i el nivell d'ingressos.
- Factors Regulatoris inclouen aspectes com els actes parlamentaris i les regulacions associades, estàndards nacionals i internacionals, estatuts dels governs locals i mecanismes per a la supervisió i compliment dels actes.

## Aplicabilitat dels factors
Els factors d'aquest model poden variar en importància d'acord amb la indústria i els béns que una empresa produeixi. Per exemple, les empreses de consum i B2B (Business-to-Business) tendeixen a resultar més afectades pels factors socials, mentre que un contractista de defensa mundial tendiria a resultar més afectat per factors polítics. A més, factors que són més propensos a canviar en el futur o més rellevants per a una determinada empresa tindran més importància. Per exemple, una empresa que tingui un gran prèstec s'haurà de centrar més en els factors econòmics (especialment en les taxes d'interès).
Així mateix, a empreses conglomerades que produeixen una àmplia gamma de productes (com ara Sony, Disney o BP) els pot resultar més útil analitzar un departament de la seva empresa a la vegada amb el model PESTEL de manera que així se centren el els factors específics d'interès per a cada departament. Una empresa també podria dividir en factors de rellevància geogràfica, local, nacional i/o global.

## Ús de l'anàlisi PEST amb altres models
Els factors PEST, combinats amb factors microambientals i conductors interns, es poden classificar com oportunitats i amenaces en l'anàlisi DAFO. Un mètode gràfic per a l'anàlisi PEST, anomenat ' PESTLEWeb ' ha estat desenvolupat a la "Henley Business School" (Regne Unit). Una investigació ha demostrat que els usuaris consideren que els diagrames PESTLEWeb són un mètode més lògic i convincent que l'anàlisi tradicional.